# Albert Nyssens
Pour les articles homonymes, voir Nyssens.
Albert Jean Gérard Nyssens est un juriste et homme politique belge né à Ypres le 20 juin 1855 et décédé à Bruxelles le 20 août 1901.

## Biographie
Après des années au Collège Saint-Vincent d'Ypres et des études classiques au Collège Sainte-Barbe de Gand, il obtient un titre de Docteur en droit de l'Université de Gand il fut, à l'âge de 26 ans,  professeur de droit commercial, droit notarial et droit criminel à l'Université de Louvain. Député pour l'arrondissement de Louvain comme membre du parti catholique. Lors des débats pour passer du système du vote censitaire au suffrage universel, il proposa avec le député libéral Émile Féron, comme compromis alors qu'il était un universaliste, le système du vote plural, qui fut accepté par les parties en présence. L'acceptation du vote plural le 18 avril 1893, tant par la droite que par les représentants du Parti ouvrier belge, mit fin à la grève générale et aux manifestations avec violences qui l'accompagnèrent. Le vote obligatoire fut promulgué en même temps que le principe du vote plural.
La proposition des deux députés est souvent appelée proposition Nyssens-Féron.
Le vote plural (aussi appelé système D'Hondt du nom de l'ancien professeur de droit du ministre Nyssens, Victor D'Hondt) donnait une voix à tous les citoyens adultes masculins, une voix de plus à ceux d'entre eux qui avaient accompli des études et une voix supplémentaire à ceux qui étaient chef de famille. Cet épisode est représenté dans le film Daens de Stijn Coninx (1992).
Il participe avec Paul de Smet de Naeyer et Jules Van den Heuvel à la fondation de l'hebdomadaire catholique L'impartial.
Il devint ministre de l'Industrie et du Travail (1895-1899). Il fut en Europe le premier à prendre en main un tel maroquin.
Il fut un ardent promoteur du développement des caisses mutuelles et du droit de la protection au travail. Il fut membre du Conseil supérieur de l'État du Congo, membre de la Commission des XXI chargée de l'Examen de la cession du Congo à la Belgique, président de la Société belge d'économie sociale. Il créa la Revue du travail, il dirigea la Revue pratique des sociétés commerciales et fut administrateur de diverses sociétés, notamment la Compagnie du Chemin de Fer du Congo, la Brasserie et Meunerie de la Vignette, la Compagnie internationale d'Orient
Marié en 1885 à Marie Stappaerts, il est père de cinq enfants. 
Il mit fin à ses jours à l'âge de 46 ans. Il a été inhumé au cimetière de l'Abbaye de Parc à Heverlee dans la banlieue de Louvain.

## Honneurs
Il est titulaire de distinctions honorifiques en Belgique et à l'étranger :
- Commandeur de l'ordre de Léopold (Belgique) ;
- Grand cordon de l'ordre de la Couronne de Chêne (Luxembourg) ;
- Grand officier de l'ordre de la Légion d'honneur (France)  ;
- Grand cordon de l'ordre de la Couronne d'Italie ;
- Grand croix de l'ordre de la Couronne de Fer d'Autriche.

## Publications
- Revue pratique des sociétés commerciales (à partir de 1879)
- L'Église et l'État dans la Constitution belge, Larcier, 1880, 108 p.
- Commentaire législatif du code de commerce belge tiré des discussions et travaux préparatoires, (avec H. De Baets.) Maison Larcier, 1881-1884 2 vol.
- Le Traitement des ministres des cultes dans la Constitution belge, Gand, 1880, 62 p.
- Sources bibliographiques en vue du Congrès international de droit commercial d'Anvers, (avec J. Dubois et A. Missorten) Bruxelles, Larcier, 1885. 123 pp.
- Des programmes surannés dans l'enseignement du droit par un ancien étudiant. Bruxelles, Société belge de Librairie, 1889, 62 p.
- Le suffrage universel tempéré, Société de Librairie, Bruxelles, 1890, 12 p.
- Réponse de l'ancien étudiant à M.P. Willems et à ses alliés. Société de Librairie, Bruxelles, 41 p.
- Notice sur J-J. Thonissen Van Linthout, Annuaire de l'Université, Louvain, 1892, 23 p.
- Eudore Pirmez, Société de Librairie, Bruxelles, 1893, 394 p.
- Traité des Sociétés Commerciales (avec M.J. Corbiau) Société de Librairie, Bruxelles, 1895, 585 p.
- Le Suffrage Plural: sa justification. 1898.